# ʿAbbās I d'Egitto
ʿAbbās Ḥilmī I (in arabo عباس حلمي الأول‎?; Gedda, 1º luglio 1816 – Banha, 16 luglio 1854) è stato un politico e militare egiziano.
Fu il secondo successore del fondatore della dinastia fondata da Mehmet Ali.

## Origini e contesto

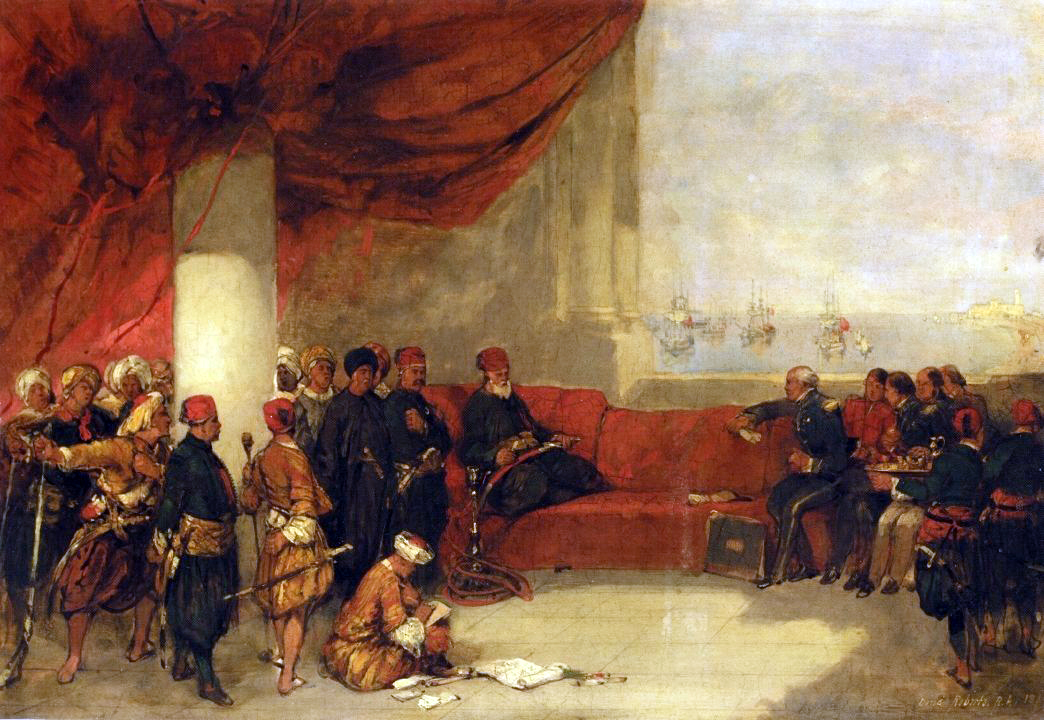
Mehmet Ali riceve il console britannico ad Alessandria, il 16 maggio 1839, nel suo palazzo locale. Opera del pittore scozzese David Roberts, che partecipò alla riunione

ʿAbbās I era figlio di Ṭūsūn Pascià, a sua volta figlio naturale di Mehmet Ali, musulmano albanese, giunto con uno dei contingenti ottomani, trasportati da navi britanniche, che tentarono di cacciare la spedizione francese, colà condotta dal Bonaparte nel 1798.
Partito quest'ultimo il 23 agosto 1799, il residuo corpo di spedizione (ormai ridotto a circa 10 000-15 000 unità rispetto ai 40 000 soldati e ai 10 000 marinai iniziali) capitolò nelle mani dei britannici il 31 agosto 1801, in cambio del rimpatrio a bordo di navi britanniche.
Seguirono alcuni anni di disordine, sui quali si impose Mehmet Ali, la cui posizione di forza venne sancita con la nomina a viceré (wali nella espressione ottomana) da un recalcitrante Selim III solo nel 1805.
A partire dal 1811 Mehmet Ali «condusse una vera e propria politica di potenza». La prima operazione militare fu diretta contro i wahhabiti della Penisola arabica, in rivolta contro il sultano ottomano Mahmud II, il signore feudale tanto dell'Egitto che dei ribelli: la spedizione venne affidata a Ṭūsūn Pascià, padre di ʿAbbās. Questi sbarcò nel 1813 a Yanbuʿ, il porto di Medina, per poi procedere alla conquista di Medina e della Mecca.

## Esordi

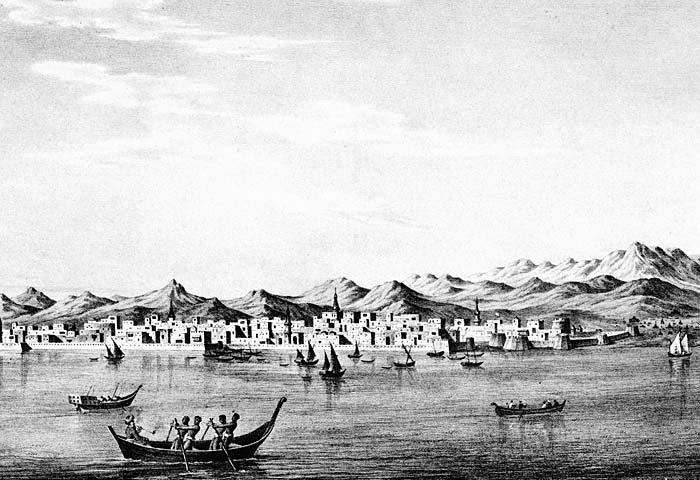
Gedda nel 1824

Pochi mesi dopo, nel corso della stessa spedizione, nacque presso Gedda, il figlio di Ṭūsūn Pascià, ʿAbbās.
Morto nel 1816 Ṭūsūn Pascià per malattia, ʿAbbās Ḥilmī venne educato in Egitto, alla corte del nonno, il wali Mehmet Ali. Questi sostituì Ṭūsūn con il secondo figlio Ibrāhīm Pascià, che portò a termine brillantemente la campagna, nel settembre 1818, per poi impiegare i successivi decenni con brillanti campagne contro gli indipendentisti greci e lo stesso sultano Mahmud II, cui strappò, per alcuni anni, la Grande Siria.
Ad almeno una delle diverse campagne, partecipò anche il non più giovanissimo ʿAbbās, sempre agli ordini di Ibrāhīm.

## Viceré d'Egitto

### Successione al trono
In cambio dell'evacuazione delle province conquistate, la dinastia egiziana ottenne il diritto alla trasmissione ereditaria della carica di wali. Ciò consentì a Ibrahim, nel luglio 1848, di succedere a Mehmet Ali quale reggente ed erede al trono, approfittando, nella fattispecie, della (probabilmente vera) 'senilità mentale' del vecchio. In ogni caso il reggente morì, inopinatamente, il 10 novembre 1848. Il vecchio Mehmet Ali riprese quindi le redini del potere, per i pochi mesi che lo separavano dalla morte, avvenuta il 2 agosto 1849.
A quel punto il vicereame (o pashalik, ossia "pascialato") passò, finalmente, nelle mani di ʿAbbās Ḥilmī, che si insediò come Pascià d'Egitto.

### Investimenti civili
Il suo non lunghissimo vicereame (circa cinque anni), viene generalmente ricordato come "incolore". Ovvero si sottolineano delle negative caratteristiche personali: visse sciupando e fu ben lungi dall'essere devoto agli affari di Stato e dai conseguenti doveri, reazionario, avido e taciturno, stava tutto il tempo nel suo palazzo.
Pur tuttavia, lo statista egiziano Nubar Pascià lo ricordava quale un vero gentiluomo turco della vecchia scuola. E, con certezza, non rinunciò alla modernizzazione civile del Paese, come dimostra l'inizio della costruzione della ferrovia Alessandria-Cairo, con capitali e progetto britannici.

### Fine della politica di potenza

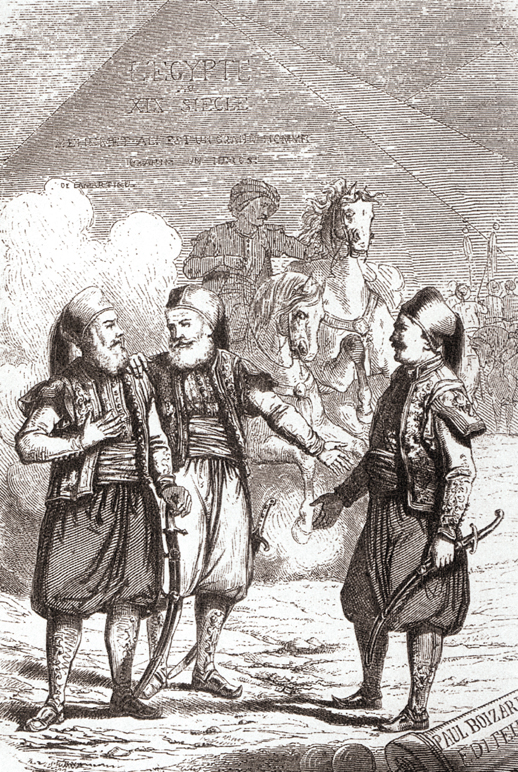
Ibrahim Pascià, Mehmet Ali e il colonnello Sève. Legenda della Piramide:L'Egypte au XIXe siècle / Mehemet Ali est un grand homme / Ibrahim un héros!

La damnatio memoriae che lo ha colpito, dovrebbe essere fatta risalire, piuttosto, alla decisione del nuovo Pascià di rinunciare alla politica di potenza dei due predecessori: il nonno e lo zio.
Sostanzialmente egli ridusse l'esercito a 9 000 uomini: poco meno di una normale divisione. Per comprendere lo scarto, basti ad esempio ricordare che, solo 24 anni prima, Ibrāhīm aveva guidato alla battaglia di Sfacteria ben 17 000 uomini e una potente flotta.
Non solo, ʿAbbās Ḥilmī intervenne anche 'demilitarizzando' il complesso della società egiziana:
- abolì il monopolio del cotone, che aveva concentrato l'intero smercio del cotone egiziano nelle mani della corte, con le conseguenti inefficienze ed impopolarità;
- chiuse alcune delle scuole militari e delle fabbriche militari;
- infine, si mostrò "inaccessibile agli avventurieri che giungevano in Egitto per saccheggiarne le ricchezze", anche qui in contraddizione con i due predecessori, che erano stati avidi di fare spazio a stranieri, quali il memorabile colonnello Sève, meglio noto come Sulayman Pascià, un ex-ufficiale di Napoleone che, giunto ad Alessandria senza un soldo, divenne, con gli anni e la fortuna, Pascià e comandante in capo dell'esercito egiziano.

## Complotto ed assassinio
Il breve e contestato regno ebbe fine nel luglio 1854, quando ʿAbbās I venne assassinato nella sua residenza al palazzo di Benha (località a metà strada tra Il Cairo e Alessandria) da due schiavi (l'Egitto era, ancora, un paese schiavista e conduceva ogni anno delle vaste razzie nel Sudan nero).
Gli succedette lo zio Sa'id Pascià, quarto figlio di Mehmet Ali.